# Эйвон (тауншип, Миннесота)
Эйвон (англ. Avon) — тауншип в округе Стернс, Миннесота, США. На 2000 год его население составило 2132 человека.

## География
По данным Бюро переписи населения США площадь тауншипа составляет 90,3 км², из которых 83,6 км² занимает суша, а 6,7 км² — вода (7,43 %).

## Демография
По данным переписи населения 2000 года здесь находились 2132 человека, 716 домохозяйств и 570 семей.  Плотность населения —  25,5 чел./км².  На территории тауншипа расположено 769 построек со средней плотностью 9,2 построек на один квадратный километр. Расовый состав населения: 98,50 % белых, 0,05 % афроамериканцев, 0,09 % коренных американцев, 0,19 % азиатов, 0,94 % — других рас США и 0,23 % приходится на две или более других рас. Испанцы или латиноамериканцы любой расы составляли 2,72 % от популяции тауншипа.
Из 716 домохозяйств в 43,4 % воспитывались дети до 18 лет, в 70,3 % проживали супружеские пары, в 4,7 % проживали незамужние женщины и в 20,3 % домохозяйств проживали несемейные люди. 16,2 % домохозяйств состояли из одного человека, при том 5,0 % из — одиноких пожилых людей старше 65 лет. Средний размер домохозяйства — 2,98, а семьи — 3,35 человека.
30,2 % населения — младше 18 лет, 7,8 % — в возрасте от 18 до 24 лет, 30,5 % — от 25 до 44, 22,9 % — от 45 до 64, и 8,6 % — старше 65 лет. Средний возраст — 36 лет. На каждые 100 женщин приходилось 107,4 мужчин.  На каждые 100 женщин старше 18 приходилось 110,8 мужчин.
Средний годовой доход домохозяйства составлял 51 806 долларов, а средний годовой доход семьи —  56 078 долларов. Средний доход мужчин —  35 992 доллара, в то время как у женщин — 24 866. Доход на душу населения составил 19 944 доллара. За чертой бедности находились 5,3 % семей и 7,0 % всего населения тауншипа, из которых 10,0 % младше 18 и 3,0 % старше 65 лет.